# 찰스 부코스키

찰스 부코스키

헨리 찰스 부코스키(Henry Charles Bukowski, 1920년 8월 16일 - 1994년 3월 9일)는 미국의 시인, 작가이다. 1920년 독일 안더나흐에서 태어났고, 어릴 적 미국으로 건너가 로스엔젤레스에서 평생을 살았다. 대학을 중퇴하고 스물네 살 때 잡지에 첫 단편을 발표하지만 꾸준히 창작을 하지 못하고 오랜 기간 하급 노동자로 창고와 공장을 전전한다. 그러다 우연히 취직한 우체국에서 우편 분류와 배달 직원으로 12년간 일하며 시를 쓴다. 이후 일을 그만둔 그는 당시의 경험을 바탕으로 장편 데뷔작 『우체국』(1971)을 펴낸다. 이 작품은 작가의 분신인 헨리 치나스키가 처음 등장하는 소설로 부코스키만의 스타일을 선보이며 자전적 소설의 시작점이 된다. 연대순으로 보면 치나스키가 소년이던 『햄 온 라이』(1982), 글쓰기를 포기하고 이 일 저 일을 전전하던 시기의 『팩토텀』(1975), 중년에 접어들어 일정한 직업을 가지게 된 『우체국』을 거쳐 50대가 되어 비로소 전업 작가로 이름을 알리게 된 『여자들』(1978)로 이어진다. 부코스키는 시나리오 작가로 활동한 경험을 바탕으로 한 작품 『할리우드』(1989)를 포함해 평생 60권이 넘는 소설과 시집, 산문집을 펴냈으며, 마지막 장편소설 『펄프』(1994)를 완성하고 얼마 지나지 않아 1994년 3월 백혈병으로 파란만장한 삶을 마감한다. 그의 묘비에는 <Don't Try>라는 문구가 새겨져 있다. 그의 전기 영화로서 부코스키 올드 뱅크가 있다.

## 작품 목록
• Flower, Fist and Bestial Wail (1960)

• Longshot Poems for Broke Players (1962)

• Run with the Hunted (1962)

• It Catches My Heart in Its Hand (1963)

• Crucifix in a Deathhand (1965)

• Cold Dogs in the Courtyard (1965)

• Confessions of a Man Insane Enough to Live with Beasts (1965)

• All the Assholes in the World and Mine (1966)

• The Curtains Are Waving... (1967)

• Poems Written Before Jumping out of an 8 Story Window (1968)

• At Terror Street and Agony Way (1968)

• A Bukowski Sampler (1969)

• Notes of a Dirty Old Man (1969)

• Days Run Away Like Wild Horses Over the Hills (1969)

• Fire Station (1970)

• Post Office (1971) 『우체국』, 열린책들, 2012

• Another Academy (1970)

• Anthology of LA Poets (1972)

• Mockingbird, Wish Me Luck (1972)

• Erections, Ejaculations, Exhibitions and General Tales of Ordinary Madness (1972)
『미친 시인의 사랑』, 자유사상사, 1993 ; 『일상의 광기에 대한 이야기』, 바다출판사, 2000

• South of No North (1973)

• Burning in Water Drowning in Flame: Selected Poems 1955-1973 (1974)

• Factotum (1975) 『팩토텀』, 문학동네, 2007

• Scarlet (1976)

• Love is a Dog from Hell (1977)

• Women (1978) 『여자들』, 열린책들, 2012 (『시인의 여자들』, 문학사상사, 1993)

• You Kissed Lilly (1978)

• Play the Piano Drunk Like a Percussion Instrument Until the Fingers Begin to Bleed a Bit (1979)

• Shakespeare Never Did This (1979)

• Dangling in the Tournefortia (1981)

• Ham on Rye (1982)

• Hot Water Music (1983)

• Bring Me Your Love, Robert Crumb Illustrator (Paperback 1985)

• There's No Business (1984)

• War All the Time: Poems 1981-1984 (1984)

• You Get So Alone at Times It Just Makes Sense (1986)

• The Movie Barfly (1987)

• A Visitor Complains of My Disenfranchise (1987)

• Roominghouse Madrigals: Early Selected Poems 1946-1966 (1988)

• Hollywood (1989)

• Septuagenarian Stew: Stories and Poems (1990)

• People Poems (1991)

• Bluebird (1991)

• In the Shadow of the Rose (1991)

• Three Poems (1992)

• Last Night of the Earth Poems (1992)

• Run with the Hunted: A Charles Bukowski Reader (1993)

• Screams from the Balcony: Selected Letters 1960-1970 (1993)

• Pulp (1994)

• Shakespeare Never Did This (Augmented Edition) (1995)

• Betting on the Muse: Poems &Stories (1996)

• The Captain Is Out to Lunch and the Sailors Have Taken over the Ship (1998)

• The Flash of Lightning Behind the Mountain : New Poems (2003)